# Comunión y asunción de la Magdalena
La Comunión y asunción de la Magdalena (en italiano, Comunione e assunzione della Maddalena) es una obra del pintor renacentista italiano Sandro Botticelli. Está ejecutada al temple sobre madera. Mide 18 centímetros de alto y 42 cm de ancho. Pertenece al año 1470. Actualmente, se conserva en el Philadelphia Museum of Art, colección Johnson, de Filadelfia. 
El tema de esta obra proviene de las leyendas medievales sobre la vida de los santos. No obstante, el episodio concreto de la Comunión y Asunción parece mezclar la iconografía de María Magdalena con la de María Egipciaca, modelo de contrición y arrepentimiento.
No se sabe muy bien a qué retablo perteneció esta pieza. Algunos creen que formaba parte del llamado Retablo de las Convertidas, identificado por algunos autores como el Retrato de San Ambrosio de la Galería de los Uffizi. Otros piensan que esta pieza se relacionaría con la Santísima Trinidad.